# Crayon Shin-chan: Bakusui! Yumemi-World Dai Totsugeki!
Shin - Cậu bé bút chì: Ngủ nhanh nào! Cuộc tấn công vĩ đại vào thế giới mơ mộng! (クレヨンしんちゃん 爆睡!ユメミーワールド大突撃 Kureyon Shinchan: Bakusui! Yumemi-Wārudo Dai Totsugeki!) là phim anime 2016 được sản xuất bởi Shin-Ei Animation. Là bộ phim điện ảnh thứ 24 trong series manga và anime hài hước Shin – Cậu bé bút chì. Ra mắt tại các rạp phim Nhật Bản từ 16 tháng 4 năm 2016. Đạo diễn của bộ phim là Takahashi Wataru, cũng là đạo diễn của bộ phim thứ 22 Shin - Cậu bé bút chì: Trận đấu mãnh liệt! Người bố Robot phản công. Kịch bản được viết bởi Gekidan Hitori cùng với Takahashi Wataru. Bộ phim này được ra mắt ở các rạp chiếu phim của Malaysia, Indonesia và Singapore với tựa đề tiếng Anh là Crayon Shin-chan: Fast Asleep! The Great Assault on the Dreaming World!.

## Phân vai
- Akiko Yajima trong vai Nohara Shinnosuke
- Mari Mashiba trong vai Kazama Toru và Bạch Tuyết
- Tamao Hayashi trong vai Sakurada Nene
- Teiyū Ichiryūsai trong vai Sato Masao
- Chie Sato trong vai Bo Suzuki

Miki Narahashi trong vai Nohara Misae 
- Keiji Fujiwara trong vai Nohara Hiroshi
- Satomi Korogi trong vai Nohara Himawari
- Haruhi Nanao trong vai Midori Yoshinaga
- Michie Tomizawa trong vai Ume Matsuzaka
- Kotono Mitsuishi trong vai Masumi Ageo
- Junpei Morita trong vai thầy Enchou
- Shizuka Itō trong vai Oohara Nanako

## Âm nhạc

### Nhạc mở đầu
- "Kimi ni 100%" ( Warner Music Japan / unBORDE )
  - Lời: Yasutaka Nakata
  - Giọng hát: Kyary Pamyu Pamyu

### Nhạc kết
- "Tomo yo〜 Kono saki mo zutto…" (友 よ 〜 こ の 先 も ず っ と… )
  - Lời và giọng: Ketsumeish

## Phòng vé
Phim đứng thứ hai tại phòng vé trong tuần đầu công chiếu sau Thám tử lừng danh Conan: Cơn ác mộng đen tối , thu về 3,7 triệu đô la Mỹ , doanh thu mở màn lớn hơn phần trước trong loạt phim. Nó thu về thêm 6,6 triệu đô la Mỹ trong hai tuần tới, một lần nữa xếp thứ hai. Bộ phim đã thu về tổng cộng 2,11 tỷ Yên Nhật (20,6 triệu USD) trong thời gian chiếu.

## Phát hành DVD và Blu-ray
DVD và Blu-Ray của bộ phim này được phát hành vào ngày 4 tháng 11 năm 2016, bởi Bandai Visual